# Sopotnica, Škofja Loka
Sopotnica este o localitate din comuna Škofja Loka, Slovenia, cu o populație de 70 de locuitori.